# Katedra Świętych Apostołów Piotra i Pawła w Peczu
Katedra Świętych Apostołów Piotra i Pawła (węg. Szent Péter és Szent Pál székesegyház) - katedra w Peczu, główna świątynia diecezji peckiej na Węgrzech.
Pierwotna budowla została wybudowana w 1040 w stylu romańskim. W początkach XIX wieku świątynię przebudowano w duchu historyzmu, pod koniec stulecia wiedeńczyk Friedrich von Schmidt postanowił jednak przywrócić katedrze pierwotny romański kształt. Z tamtego okresu pochodzą mury zewnętrzne, skrywające ślady licznych wcześniejszych przeróbek, oraz cztery równe wieże (wcześniejsze były różnej wysokości).

## Przypisy

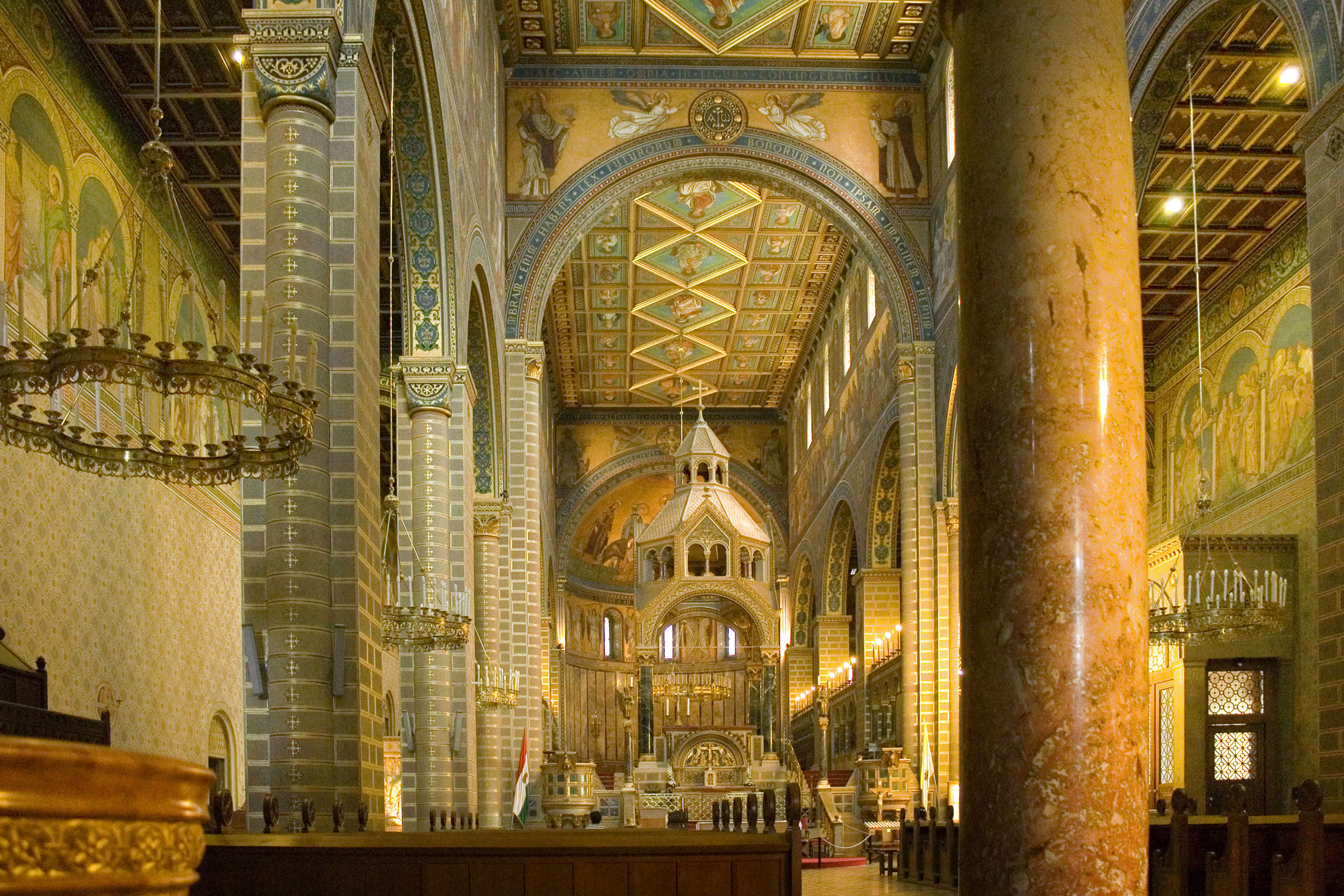
Wnętrze